# Marchese di Normanby

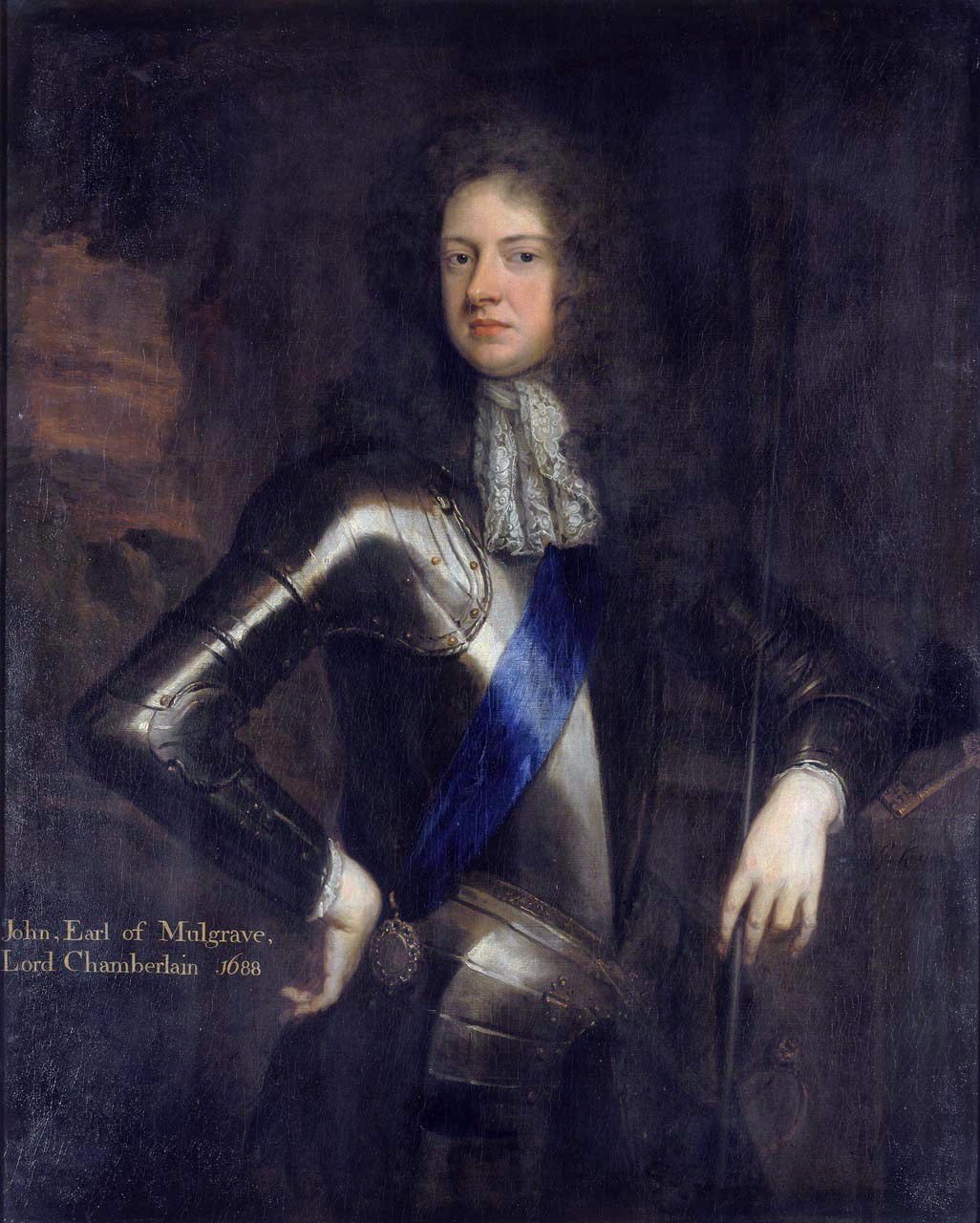
Ritratto di John Sheffield, I duca di Buckingham e Normanby, di Sir Godfrey Kneller, 1685.

Marchese di Normanby è un titolo che è stato creato due volte, una volta nella paria d'Inghilterra e una volta nella paria del Regno Unito. La prima creazione, nel 1694, nella paria d'Inghilterra, fu a favore di John Sheffield, III conte di Mulgrave. Era un notevole politico Tory, che sotto la regina Anna fu Lord del Sigillo Privato e Lord Presidente del Consiglio. Nel 1703 questo primo marchese di Normanby è stato ulteriormente onorato quando fu fatto duca di Buckingham e Normanby. Questi titoli si estinsero con la morte del secondo duca, nel 1735.
La seconda creazione è venuto nella paria del Regno Unito il 25 giugno 1838, a favore di Constantine Phipps, II conte di Mulgrave. Era un politico ed è stato Lord Luogotenente d'Irlanda e Ministro dell'interno. Il suo bisnonno William Phipps aveva sposato Lady Catherine Annesley, che era la figlia ed erede di James Annesley, III conte di Anglesey e di sua moglie Lady Catherine Darnley (una figlia illegittima del re Giacomo II per la sua amante Catherine Sedley, contessa di Dorchester). Lady Catherine Darnley aveva poi sposato John Sheffield, I duca di Buckingham e Normanby avendo l'erede dei titoli della famiglia, Edmund Sheffield, II duca di Buckingham e Normanby, e quindi Constantine Phipps, II conte di Mulgrave era il pronipote del secondo e ultimo duca di Buckingham e Normanby, di cui i Phipps furono coeredi (tra l'altro di Mulgrave Castle, tuttora proprietà della famiglia). 
Alla sua morte, gli succedette il figlio, il secondo marchese. Era un politico liberale e fu anche Governatore della Nuova Zelanda. Suo nipote, il quarto marchese è stato Lord luogotenente del North Riding of Yorkshire e del North Yorkshire. A partire dal 2012 i titoli sono detenuti dal figlio maggiore di quest'ultimo, il quinto marchese, succedutogli nel 1994. Fu membro della Camera dei lord, finché non perse questo diritto nel 1999.

## Marchese di Normanby, prima creazione (1694)
- vedi duca di Buckingham e Normanby

## Baroni Mulgrave (1767)
- Constantine Phipps, I barone di Mulgrave (1722-1775)
- Constantine John Phipps, II barone di Mulgrave (1744-1792)
- Henry Phipps, III barone di Mulgrave (1755-1831) (creato conte di Mulgrave nel 1812)

## Marchesi di Normanby, seconda Creazione (1838)
- Constantine Phipps, I marchese di Normanby (1797-1863)
- George Phipps, II marchese di Normanby (1819-1890)
- Constantine Phipps, III marchese di Normanby (1846-1932)
- Oswald Phipps, IV marchese di Normanby (1912-1994)
- Constantine Phipps, V marchese di Normanby (1954)

L'erede è il figlio dell'attuale marchese, John Samuel Constantine Phipps (1994).